# طالبان
طالبان به معنای طلبه‌ها (دانش‌آموختگان) که خود را امارت اسلامی افغانستان می‌نامند، یک جنبش و یک سازمان مذهبی-نظامی اسلام‌گرای دیوبندی متشکل از روحانیان اسلام‌گرای سنی در افغانستان است. کشورها و سازمان‌های متعددی آن را یک گروه تروریستی قلمداد کرده‌اند. در سال ۲۰۲۱ برآورد شده است که طالبان، ۷۵٬۰۰۰ جنگجو داشته باشد. اعضای طالبان ادعا می‌کنند که هدفشان اعاده صلح و امنیت افغانستان، خروج سربازان خارجی و اعمال قرائت‌شان از شریعت است. طالبان در سطح بین‌الملل به دلیل کشتار مردم غیرنظامی افغان، تروریسم، تفسیر و اجرای شدید و خشن آن‌ها از احکام اسلام که منجر به برخورد وحشیانه با بسیاری از افغان‌ها شده، محکوم شده‌اند. از لحاظ ایدئولوژیک، تفکر طالبانی بر روی بنیادگرایی اسلامی مبتنی بر دیوبندی، و قواعد و رسوم قوم پشتون همچون پشتونوالی است.
طالبان پس از تصرف افغانستان، از سال ۱۹۹۶ تا ۲۰۰۱م با نام امارت اسلامی افغانستان تقریباً بر سه چهارم این کشور حکومت کرد. در این سال‌ها، تنها کشورهای پاکستان، امارات متحده عربی و عربستان سعودی طالبان را به رسمیت شناختند. طالبان پس از حمله آمریکا به افغانستان که موجب برکناری آنان از قدرت شد، از سال ۲۰۰۶ بار دیگر با بازآرایی خود به صورت جنبشی شورشی علیه دولت مورد حمایت آمریکای حامد کرزی و نیروهای بین‌المللی کمک به امنیت (آیساف) به رهبری ناتو جنگیدند. در پی سقوط کابل در ۱۵ اوت ۲۰۲۱، طالبان دوباره قدرت را در افغانستان در دست گرفتند.
رهبر کنونی طالبان پس از کشته شدن ملا اختر منصور، از سال ۲۰۱۶ ملا هبت‌الله است. در ۱۰ اسفند ۱۳۹۸ (۲۹ فوریه ۲۰۲۰) طالبان و ایالات متحده آمریکا در قطر، توافقنامه دوحه را امضا کردند.
طالبان و متحدانشان در طول سال‌های ۱۹۹۶ تا ۲۰۰۱، مرتکب کشتار جمعی غیرنظامیان افغان شدند، از تأمین غذا برای ۱۶۰٬۰۰۰ غیرنظامی گرسنه توسط سازمان ملل، جلوگیری کردند و با سیاست زمین سوخته، مناطق وسیعی از زمین حاصلخیز را سوزاندند و ده‌ها هزار خانه را ویران کردند. آن‌ها در طول حکومت خود، سرگرمی‌ها و فعالیت‌هایی مانند پرواز بادبادک و نگهداری پرندگان به عنوان حیوانات خانگی را ممنوع کردند و اقلیت‌های مذهبی و قومی را مورد تبعیض قرار دادند. طبق اعلام سازمان ملل متحد، طالبان و متحدان آنها مسئول ۷۶٪ از تلفات غیرنظامیان افغان در سال ۲۰۱۰، ۸۰٪ در ۲۰۱۱ و ۸۰٪ در ۲۰۱۲ بودند. طالبان همچنین دست به نسل‌کشی فرهنگی زده و بناهای تاریخی بسیاری از جمله بوداهای معروف ۱۵۰۰ ساله بامیان را تخریب کرده است.

## تاریخچه

### مداخله شوروی (۱۹۷۸–۱۹۹۲)
پس از مداخله اتحاد جماهیر شوروی و اشغال افغانستان در سال ۱۹۷۹، مجاهدین افغان درگیر جنگ با نیروهای شوروی شدند.
محمد ضیاءالحق، رئیس‌جمهور پاکستان، ترس داشت که شوروی قصد دارد به بلوچستان پاکستان نیز حمله کند، بنابراین مختار عبدالرحمان را به عربستان سعودی فرستاد تا حمایت آن‌ها را از مقاومت افغانستان در برابر نیروهای شوروی به‌دست‌آورد. چندی بعد، سازمان سیا و دستگاه اطلاعاتی عمومی عربستان سعودی (GIP) بودجه و تجهیزات را از طریق سازمان اطلاعات نظامی پاکستان (ISI) به مجاهدین افغانستان منتقل کردند.
حدود ۹۰٬۰۰۰ افغان، از جمله ملا عمر، در طول دهه ۱۹۸۰ تحت آموزش ISI پاکستان قرار گرفتند. کارول هیلن برند به این نتیجه رسید که طالبان گروهی از آن مجاهدین تحت حمایت ایالات متحده، عربستان و پاکستان هستند، او در این زمینه گفته: «غرب به مجاهدین در مبارزه با تصرف افغانستان توسط شوروی کمک کرد.» تقریباً اکثر رهبران اصلی طالبان قبلاً در جنگ شوروی و افغانستان برای جناح‌های حزب اسلامی خالص یا حرکت انقلاب اسلامی افغانستان جنگیدند.

### ۱۹۹۴ تا ۱۹۹۶: پیدایش و شروع فعالیت
در ۱۰ اکتبر سال ۱۹۹۴ میلادی در اوج جنگ‌های داخلی افغانستان گروهی وارد ولسوالی سپین‌بولدک، ولایت قندهار در جنوب افغانستان شدند و نام خود را «تحریک اسلامی طلبای کرام» نهادند. آن‌ها با تبلیغ شعارهای دینی اسلام مانند جهاد با شرک و کفر و اینکه هر کس کشته شود به بهشت خواهد رفت، پیروان زیادی از افغانستان و پاکستان پیدا کردند.
در بدو امر مردم افغانستان به این گروه خوشبین بوده و گمان می‌کردند، آن‌ها می‌توانند به جنگ‌های داخلی افغانستان پایان دهند.

### ۱۹۹۶ تا ۲۰۰۱: حکومت بر افغانستان

#### پیشروی سریع
طالبان به سرعت مناطقی را در جنوب افغانستان که زیر تسلّط دولت مجاهدین به رهبری برهان‌الدین ربانی بود، اشغال کردند. آن‌ها یک ماه و دو روز پس از اعلام موجودیت، ولایت قندهار چهارمین ولایت مهم افغانستان را تصرف کردند. طالبان به پیشروی‌های خود ادامه داد و تعدادی از ولایات را بدون جنگ یکی پس از دیگری اشغال کردند که به ترتیب عبارتند از ولایت‌هایی همچون میدان وردک، لوگر، خوست، هرات، ننگرهار و کابل که با اندک درگیری‌ای تا تاریخ ۲۶ سپتامبر ۱۹۹۶ به تصرف خود درآوردند.

#### ورود به کابل
طالبان ۲۶ سپتامبر ۱۹۹۶ کابل پایتخت افغانستان را تصرف کردند. آنان به محض ورود؛ محمد نجیب‌الله، رئیس‌جمهوری پیشین افغانستان و برادرش شاهپور احمدزی را کشتند و جنازه‌هایشان را در چهارراه آریانا در نزدیکی ارگ ریاست‌جمهوری افغانستان آویزان و به نمایش گذاشتند. سپس به تدریج سه چهارم خاک افغانستان را متصرف شدند.

#### امارت اسلامی
طالبان سپس نام حکومت خود را امارت اسلامی افغانستان گذاشتند و تشکیلات خود را از طریق رادیو افغانستان اعلام کردند. کشورهای پاکستان، امارات متحده عربی و عربستان سعودی تنها سه کشوری بودند که طالبان را به رسمیت شناختند.

#### شیوه حکومت

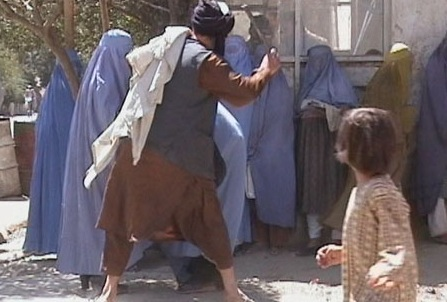
مامور پلیس مذهبی طالبان در حال زدن زنان در ملأ عام، ۲۶ اوت ۲۰۰۱

طالبان با دیدگاهی بسته و با بازگشت به نگرش‌های مذهبی و زیر فشار قرار دادن مردم، موجب نارضایتی قشر زیادی از مردم افغانستان شدند. آن‌ها حکومت را از جمهوری اسلامی به امارت اسلامی تغییر داده و رهبر خود، ملا عمر، را به عنوان امیرالمؤمنین معرفی کردند. طالبان قطعنامه‌های پیاپی شورای امنیت را نادیده گرفتند و تعدادی از خارجیان را از کشور اخراج کردند.
حکومت طالبان با رادیو، تلویزیون، موسیقی، نقاشی، مجسمه‌سازی و آثار هنری مخالف بودند و تندیس‌های بودا در بامیان را که از جمله غنائم فرهنگی و باستانی افغانستان بود را منهدم ساختند. در آن زمان کریکت تنها ورزش مجاز در افغانستان به‌شمار می‌رفت. آنان به زنان اجازه نمی‌دادند تا بدون مرد محرم یا بدون حجاب از خانه‌هایشان بیرون بروند. مجازات لواط‌کاران و زناکاران، مرگ و سنگسار بود و دست کسانی که دزدی می‌کردند، قطع می‌شد. مردم را برای ادای نماز، به زور از مغازه‌هایشان به مساجد می‌فرستادند. ریش مردان در نظام طالبانی باید بلند می‌بود و موهای سرشان را می‌بایست کوتاه می‌کردند. هر چند طالبان پخش هرگونه اخبار دال بر اختلاف داخلی این گروه را پنهان نگاه می‌داشتند، اما گه‌گاه خبرهایی از اختلافات داخلی به بیرون درز می‌کرد. طالبان قشری و قبیله ای برخورد می‌کند. آن‌ها حتی با اخوانی‌ها و جماعتی‌ها و مودودی‌ها سر سازش ندارند.

### حمله آمریکا، سرنگونی و شورش دوباره

#### رابطه با اسامه بن‌لادن و القاعده
اسامه بن لادن سرمایه‌دار اهل عربستان سعودی به بهانه کمک به طالبان یک سال بعد از استقرار نظام طالبان با هواپیمای شخصی خود وارد جلال‌آباد شد و مورد استقبال مقامات طالبان قرار گرفت. در پی حملات تروریستی همچون انفجار یواس‌اس کول و حملات ۱۱ سپتامبر، ایالات متحده القاعده را به سرکردگی بن لادن مسئول این حملات عنوان نموده و از گروه طالبان خواست تا وی را در اولین فرصت به آمریکا تحویل دهد، اما طالبان به هیچ وجه حاضر به تحویل اسامه بن لادن به آمریکا نشدند.

#### حمله آمریکا و شکست طالبان
با وقوع حملات ۱۱ سپتامبر و عدم تسلیم بن لادن به آمریکا از سوی طالبان، حمله به افغانستان در دستور کار آمریکا قرار گرفت. ایالات متحده آمریکا در تاریخ ۷ اکتبر ۲۰۰۱ به افغانستان حمله کرد. با همکاری اعضای جبهه مخالف طالبان (مجاهدین سابق علیه شوروی)، گروه طالبان شکست خورد و حامد کرزی رئیس‌جمهور دولت موقت افغانستان گردید.
بنابر اعلام سایت ویکی‌لیکس، در پی این حمله دولت ایتالیا برای حفاظت از نظامیان خود در برابر حملات تروریستی، به شبه نظامیان افغانستان پول پرداخته است. این پول چندین سال برای در امان ماندن نظامیان ایتالیایی از حملات طالبان، به شبه نظامیان افغانستان پرداخت شده است. بر این اساس، دولت آمریکا در زمان جرج بوش و از طریق رونالد اسپوگلی، سفیر خود در رم، بارها نگرانی خود را از این مسئله ابراز کرده است. هفته‌نامهٔ اسپرسو در آخرین شمارهٔ خود به وجود مدارک محرمانه‌ای اشاره کرده که نشانگر پرداخت پول توسط دولت ایتالیا به طالبان است. اسپوگلی در نامه‌ای که در اکتبر ۲۰۰۸ به واشینگتن ارسال کرده، دلیل همراهی ایتالیا با ناتو در جنگ افغانستان را اطمینان یافتن دولت این کشور از در امان بودن نظامیان خود از این طریق عنوان کرده است. سفیر آمریکا در رم، دولت‌های پیشین و کنونی ایتالیا را به دست داشتن در چنین اقدامی متهم کرده و در عین حال آورده است: «در گفتگویی که با سیلویو برلوسکونی در این مورد داشتم، او ابراز بی‌اطلاعی کرد.» طبق این گزارش، بدگمانی آمریکا به نظامیان ایتالیایی در افغانستان همچنان تا سال ۲۰۰۹ ادامه داشته است. اما در این سال در عملیاتی که علیه شبه نظامیان انجام شد، کشته و زخمی‌شدن نظامیان ایتالیایی همانند دیگر نظامیان ناتو تا حدودی به رفع این بدگمانی کمک کرده است.

#### پیدایش دوباره
در سال ۲۰۰۶ بار دیگر طالبان اعلام موجودیت نموده و با حاکمیت افغانستان مخالفت ورزیدند و به بیشتر قسمت‌های جنوب افغانستان به ویژه زابل، قندهار و هلمند نفوذ کرده و پس از ۲ سال آغاز به پیشروی به سمت پایتخت نمودند. طالبان پاکستان نیز در سال ۲۰۰۷ میلادی با هدف استقرار حکومت اسلامی و جاری کردن قوانین شرع در پاکستان، وارد مبارزه مسلحانه شدند. از طالبان پاکستان به عنوان شبکه‌ای متشکل از تعدادی گروه‌های تندروی محلی نام برده می‌شود. در غیاب ارتش افغانستان این نیروها توانستند به مرور برای خود کارخانه‌های اسلحه‌سازی و مهمات‌سازی ایجاد کنند. ناتوانی در بازسازی کشور و فساد حکومتی در بین مقامات جدید افغانستان، در کنار میلیون‌ها افغان بیکار بازگشته از ایران و پاکستان، موجب سرخوردگی افغان‌ها گشت و گرایش به سمت این نیرو را دوباره افزایش داد. دولت افغانستان بار دیگر دولت پاکستان را به حمایت از طالبان متهم نمود.

#### توافق با آمریکا
روز شنبه ۱۰ حوت (اسفند) ۱۳۹۸ برابر با ۲۹ فوریه ۲۰۲۰ زلمی خلیل‌زاد نماینده ویژه آمریکا در امور افغانستان به نمایندگی از دولت ایالات متحده آمریکا با ملا برادر، معاون سیاسی طالبان توافق صلحی را امضاء کردند و رسانه‌ها از آن با عنوان «توافق تاریخی» یاد می‌کنند. اشرف غنی رئیس‌جمهور افغانستان گفت که تمام مواد توافقنامه طالبان و آمریکا، مشروط است و این توافقنامه زمانی قابل تطبیق است که طالبان به تعهداتش عمل کند.

#### هجوم و بازگشتن به قدرت

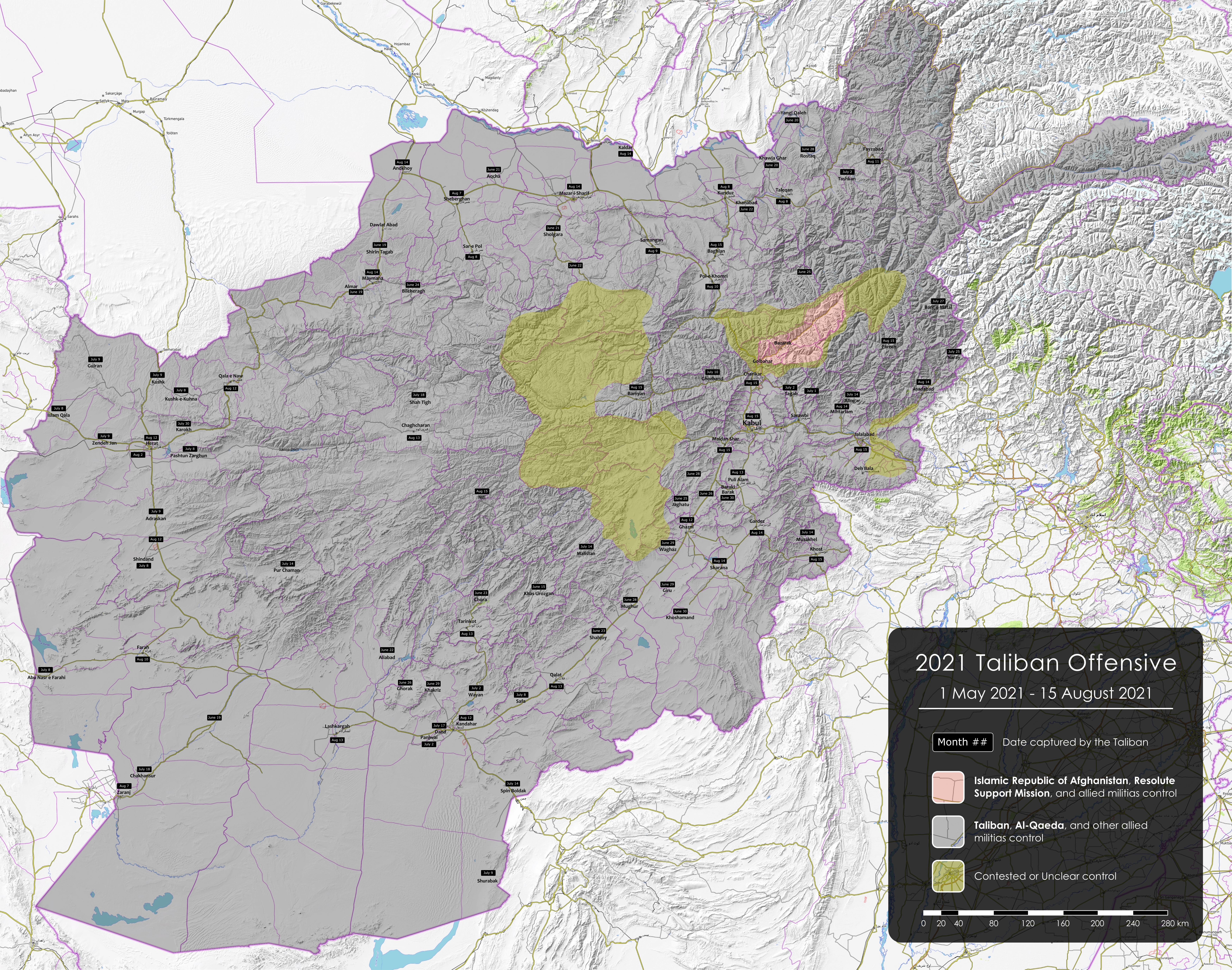
نقشه افغانستان نشان دهنده تهاجم طالبان به افغانستان.

در میانه سال ۲۰۲۱، طالبان در جریان خروج نیروهای آمریکایی از افغانستان، تهاجم گسترده‌ای را صورت داد که کنترل بیش از نیمی از ۴۲۱ ولسوالی‌های افغانستان را تا ۲۳ ژوئیه ۲۰۲۱، به‌دست‌آورد.
در پی توافق‌نامه دوحه میان دولت ایالات متحده آمریکا با طالبان که منجر به خروج اغلب سربازان آمریکایی و ناتو از افغانستان در سال ۲۰۲۱ شد، طالبان حملات گسترده‌ای را آغاز کرد. در مراحل نخستین، طالبان با پیشروی در مناطق روستایی، تعداد ولسوالی‌های تحت کنترل خود را از ۷۳ به ۲۲۳ افزایش دادند. تا ۱۰ اوت طالبان بر ۶۵٪ از مساحت افغانستان چیره شد. از ششم تا پانزدهم ماه اوت، نیروهای طالبان بیست و نه مرکز ولایت از جمله قندوز و هرات را اشغال کردند. (تعداد کل مراکز ولایت در افغانستان ۳۴ است) جامعه اطلاعاتی ایالات متحده آمریکا تخمین زد در صورت عدم حمایت از نیروی‌های افغان، دولت افغانستان ظرف شش ماه آینده سقوط خواهد کرد.
این حمله به خاطر دستاوردهای سرزمینی سریع طالبان، و پیامدهای داخلی و بین‌المللی آن شناخته شده است. در ۱۰ اوت، مقامات آمریکایی تخمین زدند که کابل، پایتخت افغانستان، ظرف ۳۰ تا ۹۰ روز به دست طالبان سقوط می‌کند. در ۱۵ اوت، آسوشیتدپرس گزارش داد که طالبان به کابل رسیده‌اند و منتظر «انتقال» قدرت هستند. وزارت داخله افغانستان در بیانیه‌ای اعلام کرد که اشرف غنی رئیس‌جمهور افغانستان تصمیم به تقسیم قدرت گرفته و دولت موقت با حضور طالبان تشکیل می‌شود. در همین حال، افراد طالبان میدان هوایی بگرام (فرودگاه) را محاصره و سپس نیروهای امنیتی آن را به طالبان تسلیم کردند. این پایگاه هوایی حدود ۵۰۰۰ زندانی طالبان و داعش و القاعده را در خود جای داده بود.

## ایدئولوژی و اهداف
طالبان، گروهی از روحانیان سنی هستند که عقاید خشک اسلامی با ریشه‌هایی در مکتب حنفی دیوبندی، دارد. طالبان قشری و قبیله‌ای برخورد می‌کند. آن‌ها حتی با اخوانی‌ها و جماعتی‌ها و مودودی‌ها سر سازش ندارند. بیشتر افراد گروه طالبان پشتون‌هایی هستند که در مناطق شمال غربی پاکستان و دو سوی خط دیورند زندگی می‌کنند.

### احکام اسلامی دیوبندی

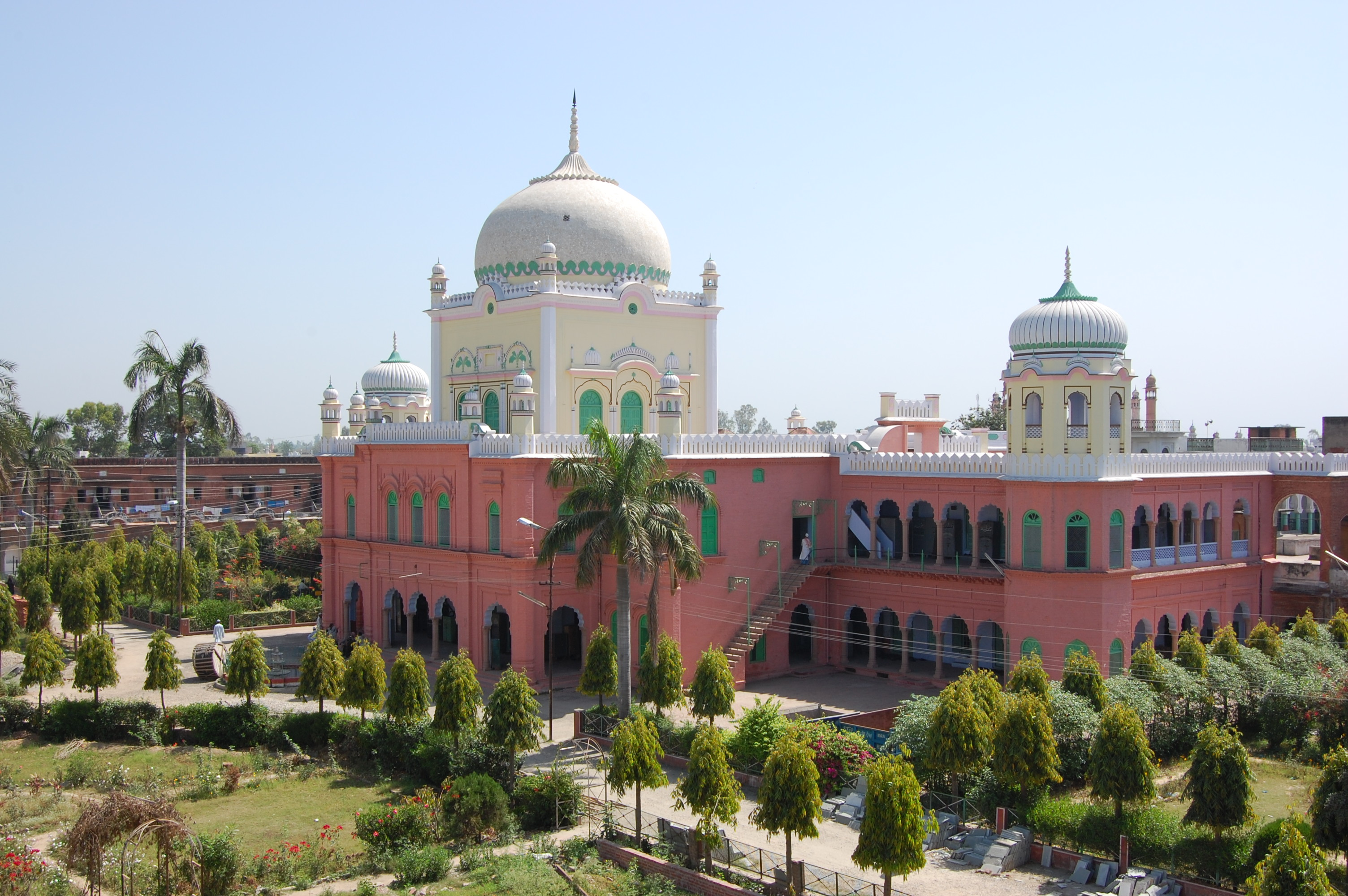
دارالعلوم دیوبندی در اوتار پرادش هند که دیوبندیه از آنجا نشات گرفت

رژیم طالبان احکام اسلام را در تطابق با فقه حنفی و فرمان‌های دینی ملا عمر تفسیر می‌کنند. طالبان گوشت خوک و الکل، بسیاری از انواع فناوری‌های مصرفی همچون موسیقی،  تلویزیون،  فیلمبرداری،  و اینترنت، و همچنین بیشتر گونه‌های هنر از جمله نقاشی یا عکاسی،  شرکت در ورزش،  از جمله فوتبال و شطرنج; تفریح نظیر بادبادک بازی و نگهداشتن کبوتر یا دیگر حیوانات خانگی را نیز ممنوع کردند، و دیگر پرندگان بر اساس احکام طالبان ذبح شدند. سالن‌های سینما بسته شدند و به عنوان مسجد تغییر کاربری دادند. جشن گرفتن روز سال نو و نوروز ممنوع بود. برداشتن عکس و به نمایش درآوردن تصاویر و پرتره‌ها ممنوع شد، چرا که طالبان آن را نوعی از بت‌پرستی می‌دانستند. به دلیل خشونت طالبان علیه زنان،  دختران از شرکت در مدارس و دانشگاه‌ها منع شدند،  از آنان درخواست شد پرده را رعایت کنند و در بیرون از منزل یکی از اقوام مذکر شان همراه شان باشد، آنان که این محدودیت‌ها را نقض می‌کردند مجازات می‌شدند . مردان از تراشیدن ریش شان منع می‌شدند و ملزم بودند آن را مطابق میل طالبان بلند نگه دارند و بیرون از منزل عمامه بر سر بگذارند. . نماز اجباری شده بود و آنان که به الزامات مذهبی پس از اذان احترام نمی‌گذاشتند دستگیر می‌شدند. قمار ممنوع بود،  و دزدان با قطع دست یا پایشان مجازات می‌شدند. در سال ۲۰۰۰, ملا عمر رهبر طالبان رسماً تولید و قاچاق تریاک را در افغانستان ممنوع کرد. ; طالبان موفق شدند تا سال ۲۰۲۱ اکثریت تولید تریاک (۹۹٪) را محو کنند. در دوره حکومت طالبان استفاده‌کنندگان و قاچاقچیان مواد مخدر به شدت آزار می‌دیدند.

### دیدگاه‌ها دربارهٔ بچه‌بازی
رسم افغان بچه‌بازی، گونه ای از بردگی جنسی شاهدبازانه و میل جنسی به کودکان که به‌طور سنتی در بسیاری از ولایات افغانستان مرسوم بوده، در دوره حکومت شش ساله رژیم طالبان ممنوع بود. تحت حکومت امارت اسلامی افغانستان، بچه‌بازی، گونه ای از سوءاستفاده جنسی از کودکان بین مرد مسن تر و پسران خردسال رقصان در این کشور با مجازات اعدام در این کشور مواجه بود.
این رسم در دوره حکومت جمهوری اسلامی غیرقانونی باقی ماند ولی مقررات به ندرت علیه مرتکبین قدرتمند اعمال می‌شد و گزارش شده پولیس ملی افغانستان در جرایم مرتبط همدست بوده است. در دوران حکومت جمهوری اسلامی افغانستان، پس از آشکار شدن اتهاماتی مبنی بر بی اعتنایی تعمدی حکومت آمریکا نسبت به بچه بازی پس از حمله آمریکا به افغانستان مجادله ای شکل گرفت. ارتش آمریکا با ادعای این که سوءاستفاده تا حد زیادی مسئولیت «حکومت بومی افغانستان» بوده پاسخ داد. طالبان نقش آمریکا در سوءاستفاده از کودکان افغان را مورد انتقاد قرار داده است.

## جنایات و اقدامات نقض حقوق بشر

### کشتار مردم هزاره
براساس گزارش‌های نهادهای بین‌المللی حقوق بشری، طالبان از در دورهٔ حاکمیت خود تاکنون دست به کشتار هزاران تن از مردم هزاره زده‌اند که از آن می‌توان به عنوان یک نسل‌کشی یاد کرد. قتل‌عام هزاره‌ها در شهر مزار شریف در ماه اوت سال ۱۹۹۸ که هزاران تن از هزاره‌ها در طی چند روز کشته شدند یکی از نمونه‌های این قتل‌عام‌ها به‌شمار می‌آید. بر اساس گزارش دیده‌بان حقوق بشر والی طالبان در آن هنگام، پس از تصرف شهر مزار شریف از هزاره‌ها (به دلیل شیعه مذهب بودن) به عنوان کافر یاد کرده و قتل آنان و غارت اموال شان را جایز دانست.
قتل‌عام هزاره‌ها در فاصله سال‌های ۱۹۹۹ تا سال ۲۰۰۱ در ولایت‌های سرپل و بامیان از نمونه‌های دیگر این کشتارهای جمعی است. دیده‌بان حقوق بشر با انتشار گزارشی ویژه در سال ۲۰۰۱ به بخش‌های مهمی از این قتل‌عام‌ها به صورت مستند پرداخته است.

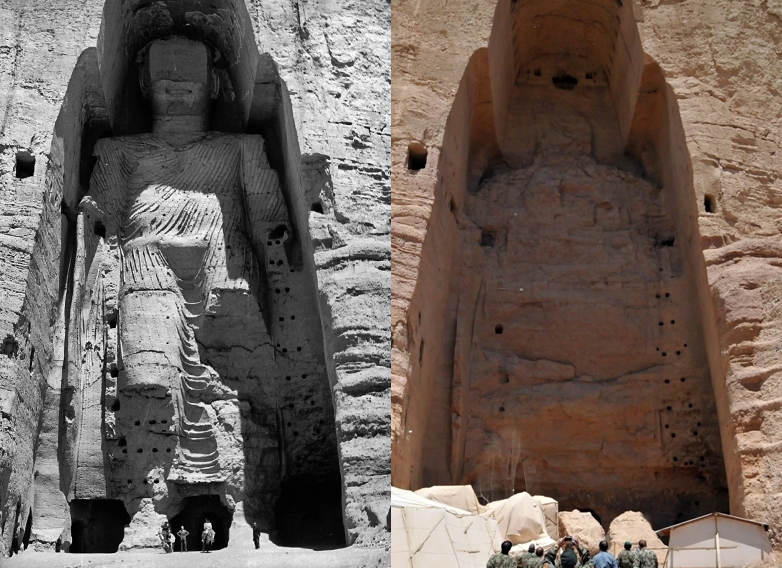
مجسمه بودا در بامیان قبل و بعد از تخریب توسط طالبان در ۲۰۰۱

### حملات به مدارس
در ۱۲ مه سال ۲۰۰۹ میلادی در «مکتب قزاق» در شمال کابل پنج دختر افغان برای مدت کوتاهی به کما رفتند و نزدیک به ۱۰۰ دانش آموز دیگر پس از حمله گاز به مدرسه خود نیاز به درمان داشتند. قربانیان استفراغ و سرگیجه داشتند و برخی از هوش رفتند. هواداران طالبان که با تحصیل دختران مخالف هستند، مقصر شناخته شدند. در سال ۲۰۱۱ در «دبیرستان توتیا» در مجموع ۴۶ دانش آموز و ۹ معلم پس از آنچه محمد آصف ننگ، یکی از مقامات وزارت آموزش و پرورش آن را «مسمومیت آشکار» توسط «دشمنان آموزش زنان» توصیف کرد، در بیمارستان مداوا شدند.
در سال ۲۰۱۲ بین ماه مه تا ژوئن، چهار حمله با سم به یک مکتب دخترانه در ولایت تخار در شمال افغانستان رخ داد همچنین دست کم ۱۴۰ دانش آموز دختر و معلم زن افغان پس از نوشیدن آب مدرسه که توسط مخالفان تحصیل دختران مسموم شده بود، در یک شفاخانه محلی بستری شدند. در سال ۲۰۱۲ گزارش شده است که دولت افغانستان و سازمان ناتو از دختران نمونه خون گرفته‌اند اما هیچ اثری از عوامل شیمایی وجود نداشته است. در همان سال این گمانه‌زنی هم مطرح شده که ممکن است این مسمومیت‌ها نتیجه هراس جمعی ناشی از به قدرت رسیدن دوباره طالبان باشد.
در سال ۲۰۱۳، ۷۴ دانش آموز دختر پس از استشمام بوی گاز در مکتب شان، «بی بی مریم»، در مرکز ولایت تخار، تالقان، بیمار شدند. در سال ۲۰۱۵، در ولایت هرات و ولایت نیمروز، بیش از ۳۰۰ دانش‌آموز دختر، طی حوادثی سریالی با مسمومیت تنفسی راهی بیمارستان شدند. برخی این حملات را به طالبان و مخالفت آنها با تحصیل دختران نسبت داده‌اند. مهاجمان اغلب تحصیلات دختران را هدف قرار می‌دادند. نامه‌های تهدیدآمیزی شبانه در خارج از مدارس، در مسیر مدرسه یا بیرون از خانه معلمان گذاشته می‌شد. این نامه‌ها در مناطق جنوبی، جنوب شرقی، مرکزی و شمالی پخش می‌شد و به تمام جوامع هشدار می‌داد که دختران خود را به مدرسه نفرستند. برخی از نامه‌ها هشدار می‌دادند که عدم رعایت این تقاضا منجر به تلافی‌جویی و حملات اسید و گاز می‌شود. همچنین از معلمان و کارمندان دولت تعطیلی مدارس به ویژه مدارس دخترانه را درخواست می‌کرد.

### تخریب مجسمه‌های ایستاده بودا در بامیان
دو مجسمه بودا در شهر بامیان در مرکز هزاره‌جات، بلندترین مجسمه‌های ایستاده بودا در جهان محسوب می‌شدند (هر کدام با ارتفاع ۵۶ متر). سازمان علمی فرهنگی یونسکو این دو مجسمه را در فهرست ارزشمندترین آثار تاریخی جهان قرار داده بود که تنها آثار جهانی ثبت شده به عنوان میراث بشری از افغانستان بودند. طالبان در ماه مارس سال ۲۰۰۱ این مجسمه‌ها را در کنار کشتار و سرکوب مردم هزاره تخریب کردند.

## رهبری و سازمان

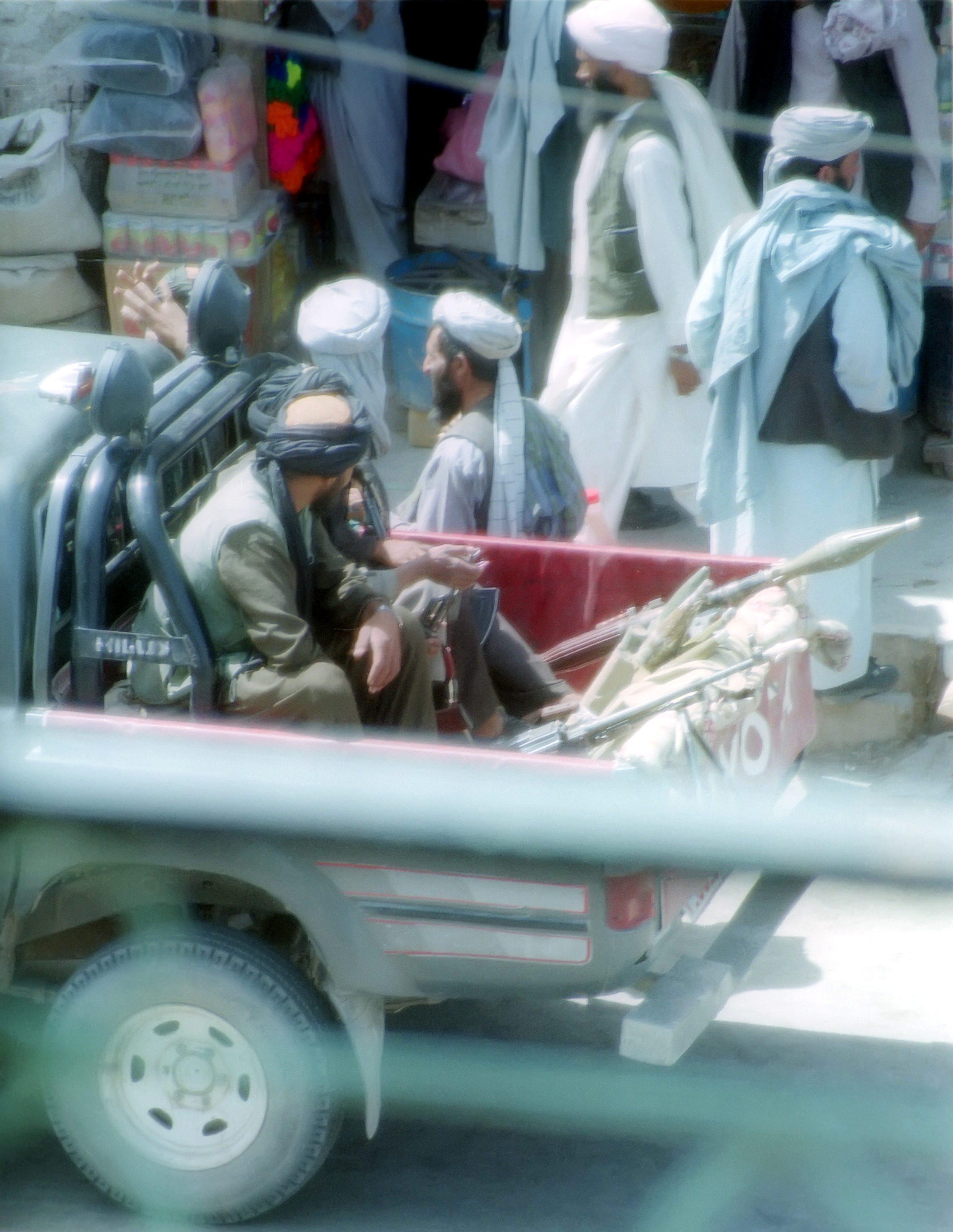
پلیس طالبان پشت یک وانت درحال گشت‌زنی در خیابان‌های هرات

### اعضای کابینه امارت اسلامی
کابینه افغانستان ارگان اداری امارت افغانستان است که مسئولیت حکومت‌داری و تطبیق سیاست‌های تعیین شده توسط رهبری را برعهده دارد. ریاست آن بر عهده رئیس‌الوزرا است و که به عنوان رئیس دولت فعالیت می‌کند.
| مقام                                           | نام                  | دوره تصدی | وضعیت  | منبع(ها)        |
| ---------------------------------------------- | -------------------- | --------- | ------ | --------------- |
| امیر                                           | ملا هبت‌الله آخندزاده | ۲۰۱۶–     |        | [ ۱۵۶ ]         |
| رئیس‌الوزرای افغانستان                          | ملا محمدحسن آخند     | ۲۰۲۱-     | سرپرست | [ ۱۵۷ ]         |
| معاون رئیس‌الوزرا                               | ملا برادر            | ۲۰۲۱–     | سرپرست | [ ۱۵۷ ]         |
| معاون رئیس‌الوزرا                               | ملا عبدالسلام حنفی   | ۲۰۲۱–     | سرپرست | [ ۱۵۷ ]         |
| وزیر دفاع                                      | ملا یعقوب            | ۲۰۲۱–     | سرپرست | [ ۱۵۷ ]         |
| وزیر مالیه                                     | ملا هدایت‌الله بدری   | ۲۰۲۱–     | سرپرست | [ ۱۵۷ ]         |
| وزارت تحصیلات عالی                             | ملا عبدالباقی حقانی  | ۲۰۲۱–     | سرپرست | [ ۱۵۷ ] [ ۱۵۸ ] |
| وزیر اطلاعات و فرهنگ                           | ملا خیرالله خیرخواه  | ۲۰۲۱–     | سرپرست | [ ۱۵۷ ]         |
| وزیر معارف                                     | ملا نورالله منیر     | ۲۰۲۱–     | سرپرست | [ ۱۵۷ ]         |
| وزیر امور خارجه                                | امیر خان متقی        | ۲۰۲۱–     | سرپرست | [ ۱۵۷ ]         |
| وزیر امور داخله                                | سراج‌الدین حقانی      | ۲۰۲۱–     | سرپرست | [ ۱۵۹ ]         |
| وزیر ارشاد، حج و اوقاف                         | نورمحمد ثاقب         | ۲۰۲۱–     | سرپرست | [ ۱۵۷ ]         |
| وزیر عدلیه                                     | عبدالحکیم شرعی       | ۲۰۲۱–     | سرپرست | [ ۱۵۷ ]         |
| وزیر امور سرحدات، اقوام و قبایل                | نورالله نوری         | ۲۰۲۱–     | سرپرست | [ ۱۵۷ ]         |
| وزیر احیا و انکشاف دهات                        | محمد یونس آخندزاده   | ۲۰۲۱–     | سرپرست | [ ۱۵۷ ]         |
| وزیر فوائد عامه                                | عبدالمنان عمری       | ۲۰۲۱–     | سرپرست | [ ۱۵۷ ]         |
| وزیر معادن و پترولیوم                          | محمد عیسی آخند       | ۲۰۲۱–     | سرپرست | [ ۱۵۷ ]         |
| وزیر انرژی و آب                                | عبداللطیف منصور      | ۲۰۲۱–     | سرپرست | [ ۱۵۷ ]         |
| وزیر ترانسپورت                                 | حمیدالله آخندزاده    | ۲۰۲۱–     | سرپرست | [ ۱۵۷ ] [ ۱۶۰ ] |
| وزیر مخابرات و تکنالوژی معلوماتی               | نجیب‌الله حقانی       | ۲۰۲۱–     | سرپرست | [ ۱۵۷ ]         |
| وزیر امور مهاجرین و عودت‌کنندگان                | خلیل‌الرحمن حقانی     | ۲۰۲۱–     | سرپرست | [ ۱۵۷ ]         |
| وزارت امر بالمعروف، نهی عن المنکر و سمع شکایات | شیخ محمد خالد        | ۲۰۲۱–     | سرپرست | [ ۱۵۷ ]         |

### سایر اعضای ارشد طالبان
اعضای ارشد طالبان به تاریخ اوت ۲۰۲۱ عبارتند از:
- ملا هبت‌الله، فرمانده نیروهای طالبان از سال ۲۰۱۶، از علمای مذهبی ولایت قندهار و امیر کنونی امارت افغانستان.
- ملا برادر، از بنیان‌گذاران طالبان در کنار ملا عمر. اهل ولایت اروزگان، او پیش از آزادی به درخواست آمریکا در پاکستان زندانی بود.
- ملا یعقوب، پسر ملا عمر بنیان‌گذار این گروه و رهبر عملیات‌های نظامی طالبان.
- ملا سراج‌الدین حقانی، رهبر گروه خانوادگی شبکه حقانیدارای پیوندهایی با القاعده. بر دارایی‌های مالی و نظامی این گروه بین مرز افغانستان و پاکستان نظارت می‌کند.
- شیر محمد عباس ستانکزی، رئیس سابق دفتر سیاسی این گروه در دوحه. او که اهل ولایت لوگر است، دارای مدرک دانشگاهی فوق لیسانس است و به عنوان دانشجوی افسری در آکادمی نظامی هند آموزش دیده است.
- عبدالحکیم اسحاقزی، مذاکره کننده ارشد دفتر سیاسی این گروه در دوحه، که در سال ۲۰۲۰ جانشین ستانکزی شد. او رئیس شورای پرقدرت علمای مذهبی طالبان است.
- سهیل شاهین، سخنگوی دفتر سیاسی طالبان در دوحه. در پاکستان تحصیلات دانشگاهی انجام داده، و دبیر روزنامه انگلیسی زبان کابل تایمز در دهه ۱۹۹۰ و قائم مقام سفیر در پاکستان در آن دوره بوده.
- ذبیح‌الله مجاهد، سخنگوی طالبان از سال ۲۰۰۷. او برای نخستین بار پس از افتادن کابل به دست این گروه در سال ۲۰۲۱ خود را علنی ساخت.

### مرور کلی
حلقه رهبری طالبان را کسانی تشکیل می‌دادند که تعدادی از آنان هیچ‌گاه دیده نشدند و با رسانه صحبت نکردند و تصویری از آنان مشاهده نشده است.
در مجموع رهبری طالبان در آن‌زمان را می‌توان به سه قسمت تقسیم کرد:
1. طلاب: کسانی‌که رهبری اصلی را به عهده داشتند؛ به سرکردگی ملا عمر
2. آن‌هایی که دیدی باز تر نسبت به قضایا داشتند؛ به رهبری ملا احسان الله
3. میانه‌روها که شمارشان کمتر بود و نقش زیادی در قضایای بزرگ سیاسی نیز نداشتند، زیرا شاید در صورت میانه‌روی منافعشان به خطر می‌افتاد.

## روابط خارجی

### کشورها

#### پاکستان
گروه‌های مخالف طالبان همواره ادعا کرده‌اند که طالبان از سوی سازمان اطلاعات پاکستان یاری می‌شوند. این اتهام مداوم از سوی طالبان رد می‌گردد، درحالی‌که کشور پاکستان بزرگ‌ترین دوست طالبان شناخته می‌شود. گروه‌های مجاهد افغان بر این باور بودند که پاکستان به خاطر توجه نکردن دولتهای افغان به خط دیورند، نمی‌خواهند امنیت و حاکمیت یک دولت مقتدر را در افغانستان ببینند.
چالمرز جانسن در کتاب «برچیدن امپراتوری» در رابطه با همکاری پاکستان و آمریکا چنین می‌نویسد:
در پی توصیهٔ سازمان اطلاعات نظامی پاکستان به آمریکا، ویلیام یوسف کیسی تا آنجا پیش رفت که هزاران نسخه قرآن چاپ کرده و به مرزهای پاکستان با افغانستان منتقل کرد تا قرآن‌ها به دست مجاهدان افغانستان و ازبکستان برسند. پرویز مشرف یک حکومت وفادار اسلامی در کابل به رهبری پشتون‌ها ایجاد کرد. رابط آمریکا در پاکستان چنین افزوده بود: «امروز همهٔ احزاب پاکستان، خواه لیبرال یا مذهبی، همگی از طالبان حمایت می‌کنند؛ زیرا این مجاهدین جلوی ارتش هندوستان را در جامو و کشمیر و مرزهای شمالی پاکستان با افغانستان می‌گیرند. در طول دهه ۸۰ میلادی، آمریکا پیشرفته‌ترین سلاح‌ها را در اختیار مجاهیدن پشتون قرار داد.»

#### ایران
در تاریخ ۱۷ مرداد ۱۳۷۷ (۸ اوت ۱۹۹۸) کشتاری در کنسولگری ایران در مزار شریف به دنبال اشغال شهر توسط نیروهای طالبان رخ داد. در ابتدا مرگ هشت دیپلمات گزارش شد. مدتی بعد مرگ دو دیپلمات و یک روزنامه‌نگار دیگر نیز تأیید شد. بر پایه گفته‌های تنها بازماندهٔ این رویداد (الله‌مدد شاهسون) «از روزهای پیش از ۱۷ مرداد، درگیری‌ها در اطراف ساختمان کنسولگری شدت گرفته بود. ناگهان حدود ۱۰ نفر از آن‌ها پشت ساختمان رسیدند. ما را به زیرزمینی بردند و به تیر بستند.»
نیروهای قدس سپاه پاسداران انقلاب اسلامی در جریان شورش ۲۰۰۱ هرات، به نیروهای نظامی آمریکایی در فتح هرات و خلع امارت اسلامی طالبان از قدرت در آن شهر، یاری رساندند. فرماندهی نیروی‌های ایرانی بر عهده سرلشکر رحیم صفوی بود. مأمورانی از سیا در کنار نیروهای کنترل عملیات در تهران، به‌طور مستقیم، عملیات را زیر نظر داشتند.
روزنامه‌های آمریکایی وال استریت ژورنال و انگلیسی تلگراف در گزارشی (منتشره در ۱ اوت ۲۰۱۲) به نقل از منابع ناشناس افغانی و غربی مدعی شدند که یکی از اعضای رهبری طالبان در شورای کویته در اواخر ماه مه همان سال، اقدام به ایجاد و تأسیس دفتری در مرکز استان سیستان و بلوچستان و در شهر زاهدان کرده است.
روزنامه وال استریت ژورنال در ادامه گزارش خود مدعی شده، در شنودهای مکالمات تلفنی اطلاعاتی به‌دست آمده که نشان می‌دهد، اعضای سپاه قدس ایران در اوایل ماه ژانویه ۲۰۱۲ در مورد ارسال و تجهیز نیروهای طالبان در افغانستان با موشک‌های زمین به هوا گفتگو انجام داده‌اند.
روزنامه روسی نیزاویسمایا گازتا نیز در گزارش خود (منتشره در ۲ اوت ۲۰۱۲) به نقل از منابع افغانی و غربی ادعاهایی مشابه موارد بالا را منتشر کرده و در بخش دیگر اعلام داشته: «ایران و طالبان خود را آماده می‌کنند که در صورت حمله اسرائیل یا آمریکا به تاسیسات اتمی ایران، به عملیات انتقامی مشترک دست بزنند. علاوه بر این، ایرانی‌ها روی عقب‌نشینی نیروهای آمریکا از افغانستان در سال ۲۰۱۴ میلادی حساب کرده‌اند.»
این در حالی است که منابع و مقامات ایرانی موارد مطرح شده از این قبیل را به شدت رد نموده و این‌گونه اخبار را دروغ اعلام کردند.
طالبان از زمان افول خود در افغانستان در پی گسترش روابط بین‌المللی خود بوده و در این بین ایران نیز یکی از گزینه‌های آن‌ها بوده است. در پی این هدف یک هیئت از این گروه در اردیبهشت سال ۹۴ وارد ایران شد و با افرادی از مقامات سپاه پاسداران انقلاب اسلامی و نیروهای امنیتی دیدار کرد. حسن روحانی رئیس‌جمهور وقت ایران و همچنین وزارت امور خارجه این کشور بیان داشتند که از این رخداد بی‌اطلاع هستند، زیرا این اقدامات با دولت در میان گذاشته نمی‌شود و طرف آن هیئت تنها مقامات امنیتی کشور بودند. پیش از این نیز دو هیئت دیگر از طالبان به جمهوری اسلامی سفر کردند تا با مقامات امنیتی دیدار کرده و در نشست بیداری اسلامی شرکت کنند.
رئیس امنیت ملی هرات با صدور اعلامیه‌ای اعلام کرد که مولوی شفیع مشهور به «حافظ عمری» مسئول نظامی و عضو رهبری طالبان درحالی‌که از خودروی سپاه پاسداران پیاده می‌شدند در استان هرات دستگیر شد. اغلب حملات تروریستی و ترورهای هدفمند و همچنین حمله به تأسیسات عمومی در استان هرات با فرماندهی او انجام شده است.

#### عربستان سعودی
عربستان سعودی به حمایت از طالبان متهم شده است. در نامه ای به کارکنان دیپلماتیک آمریکا در سال ۲۰۰۹ (که در جریان افشای اسناد دیپلماتیک آمریکا یک سال بعد افشا شد),وزیر امور خارجه آمریکا هیلاری کلینتون به دیپلمات‌های آمریکایی اصرار کرد بر تلاش خود برای سد کردن ارسال پول از کشورهای عربی خلیج فارس به تروریست‌ها در پاکستان و افغانستان بیفزایند، و نوشت «اهداکنندگان کمک مالی در عربستان سعودی شایان توجه‌ترین منبع بودجه گروه‌های تروریستی سنی در سطح جهان اند» و این که «از آنجا که عربستان سعودی همچنان از پایگاه‌های حساس حمایت مالی از القاعده، طالبان، لشکر طیبه و دیگر گروه‌های تروریستی است، اقدامات بیشتری باید صورت گیرد.»

#### آمریکا

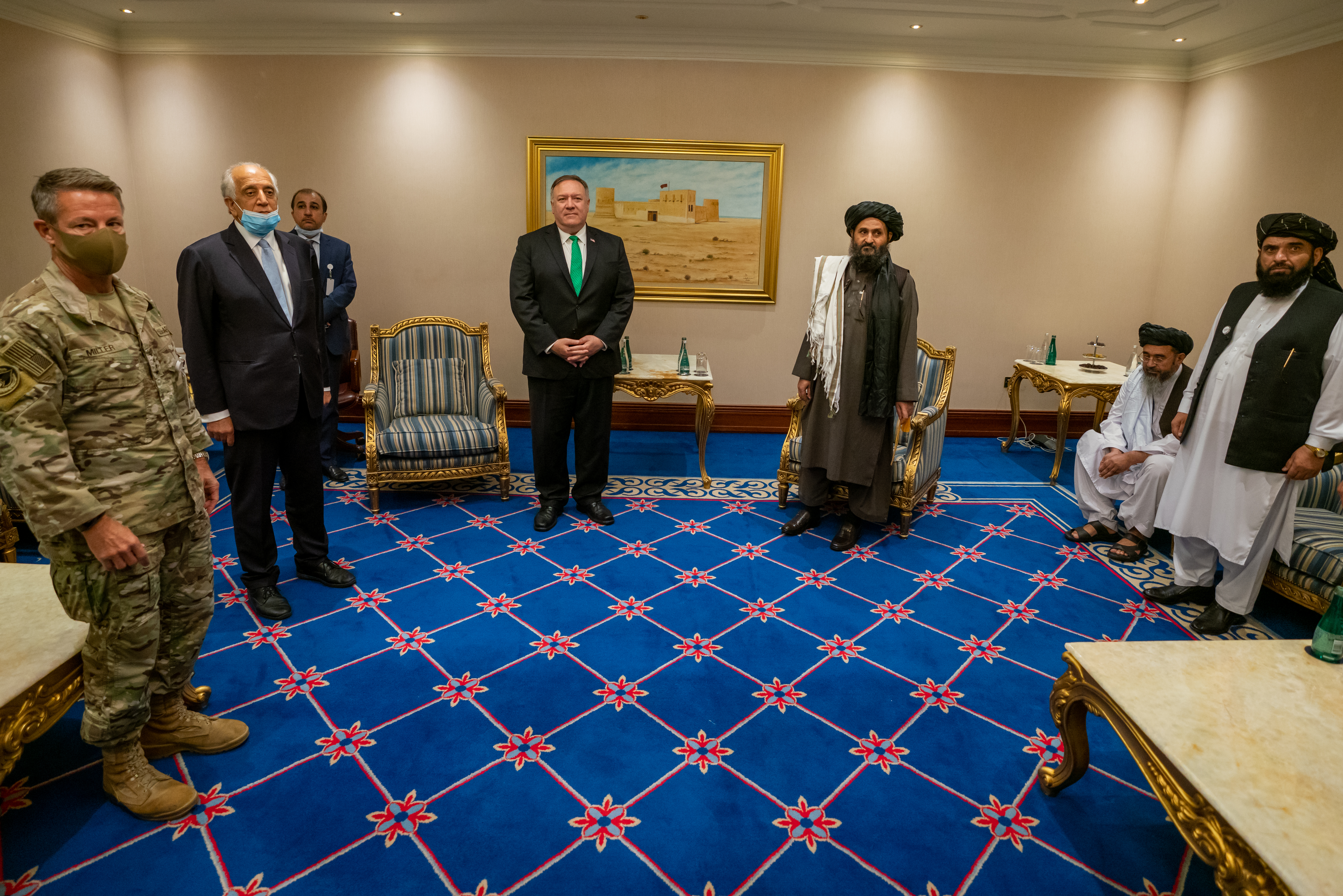
مایک پومپئو وزیر امور خارجه آمریکا در دیدار با هیئت طالبان، دوحه، قطر، در ۱۲ سپتامبر ۲۰۲۰

آمریکا هرگز رسماً دولت طالبان در افغانستان را به رسمیت نشناخت. احمد رشید اظهار داشته که آمریکا بین ۱۹۹۴ و ۱۹۹۶ به‌طور غیرمستقیم از طریق همپیمانش پاکستان از طالبان حمایت می‌کرد، چرا که طالبان را ضد ایرانی، ضدشیعه و احتمالاً حامی غرب می‌دانست. واشینگتن همچنین امیدوار بود طالبان از توسعه برنامه‌ریزی شده توسط شرکت نفتی آمریکایی یونوکال حمایت کند. برای مثال، وقتی طالبان در سال ۱۹۹۵ هرات را تصرف کرد، و هزاران دختر را از مدرسه‌ها اخراج کرد، آمریکا نظری ابراز نکرد. در اواخر ۱۹۹۷، مادلین آلبرایت وزیر امور خارجه آمریکا شروع کرد آمریکا را از طالبان فاصله دهد، و شرکت نفتی یونوکال از مذاکرات احداث خط لوله از آسیای مرکزی کناره گرفت.

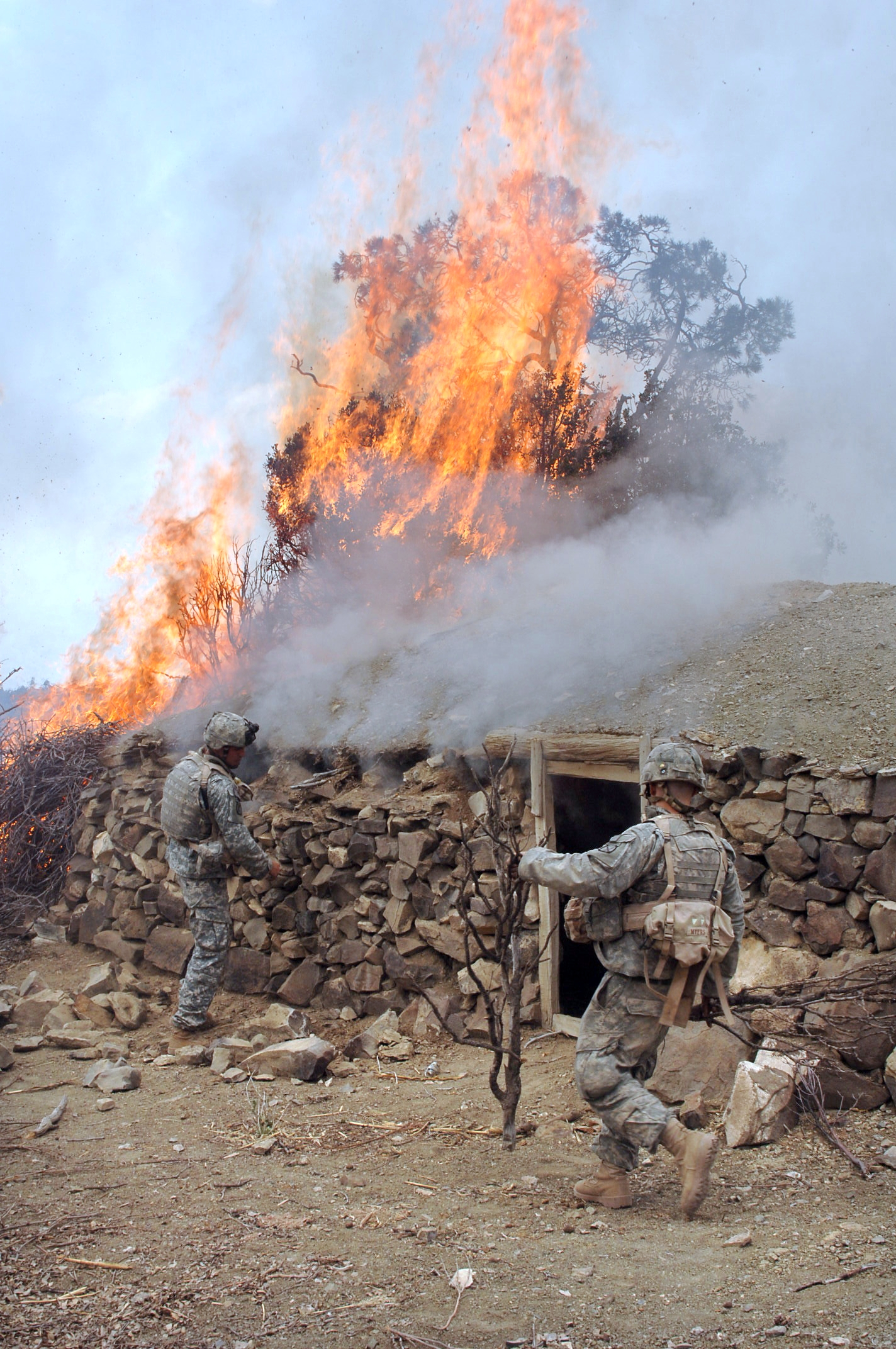
سوزاندن یک خانه امن طالبان به دست سربازان آمریکا.

دولت ترامپ در ۲۹ فوریه ۲۰۲۰ یک پیمان صلح مشروط با طالبان امضا کرد، که خواستار خروج سربازان آمریکایی از افغانستان در عرض ۱۴ ماه در صورت پایبندی طالبان به مفاد توافق می‌شد.

### گروه‌های پیکارجو

#### القاعده
در سال ۱۹۹۶، بن لادن از سودان به افغانستان نقل مکان کرد. او بدون دعوت ملا عمر آمد و گاه او را با اعلان جنگ‌هایش و فتواهایش علیه شهروندان کشورهای ثالث می‌آزرد، اما با گذر زمان روابط بین این دو گروه بهبود پیدا کرد، تا جایی که ملا عمر درخواست دوست گروه خود، عربستان سعودی، را رد کرد و با خلف وعده قبلی خود مبنی بر تحویل بن لادن به سعودی‌ها به شاهزاده ترکی از وزرای سعودی بی‌احترامی کرد.

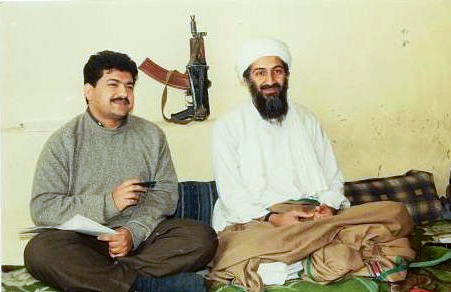
حمید میر روزنامه‌نگار پاکستانی در مصاحبه با اسامه بن لادن رهبر القاعده در افغانستان، در حدود ۱۹۹۷ و ۱۹۹۸.

بن لادن توانست بین طالبان و القاعده ائتلافی تشکیل دهد. القاعده گردان ۰۵۵ که از اجزای سپاه طالبان بود را بین ۱۹۹۷ و ۲۰۰۱ آموزش داد. صدها جنگجوی عرب و افغان گسیل شده توسط بن لادن طالبان را در کشتار ۱۹۹۸ مزارشریف یاری کردند. از سال ۱۹۹۶ تا ۲۰۰۱ سازمان اسامه بن لادن و ایمن الظواهری تبدیل به دولتی مجازی درون دولت طالبان شده بود. روزنامه بریتانیایی دتلگرف در سپتامبر ۲۰۰۱ نوشت که ۲۵۰۰ عرب تحت فرماندهی بن لادن برای طالبان جنگیدند.

وضعیت نظامی در ۳ اوت ۲۰۲۱

به گفته بن لادن، در نواری که به الجزیره فرستاده، طالبان در حملات ۱۱ سپتامبر درگیر نبودند: «من مسئولم… مردم و حکومت افغانستان هیچ چیز در خصوص این وقایع نمی‌دانستند.».
در ژوئیه ۲۰۱۲، یک فرمانده گمنام عالی‌رتبه اظهار داشت که «افراد ما القاعده را طاعونی می‌دانند که از آسمان‌ها بر ما نازل شد. برخی حتی به این نتیجه رسیده‌اند که القاعده در واقع جاسوس‌های آمریکا هستند. در اصل، طالبان خام و بی اطلاع از سیاست بودند و از القاعده در خانه‌هایشان استقبال کردند. ولی القاعده از مهمان نوازی ما سوء استفاده کرد.» او تا آنجا رفت که ادعا کند ۷۰٪ از طالبان از دست القاعده عصبانی اند، که بیانگر رابطه شکراب بین این دو گروه است.

#### دولت اسلامی عراق و شام
طالبان رابطه ای منفی با دولت اسلامی عراق و شام – ولایت خراسان داشته است. داعش از جداشدگان از طالبان افغان به خصوص آنها که نسبت به رهبران یا فقدان پیروزی در میدان نبرد ناخرسند بودند به‌طور فعال شروع به عضوگیری کرد. این باعث شد اختر محمد منصور رهبر عالی طالبان نامه ای خطاب به ابوبکر البغدادی بنویسد، و بخواهد عضوگیری در افغانستان متوقف شود و استدلال کند که جنگ در افغانستان باید تحت رهبری طالبان باشد. در هر صورت بین این دو گروه در ولایت ننگرهار جنگ درگرفت و داعش تا ژوئن ۲۰۱۵ توانست برای اولین بار در افغانستان زمین به چنگ آورد. در سپتامبر ۲۰۱۵، داعش پس از ماه‌ها نبرد طالبان را از ولسوالی‌های معینی در ننگرهار به بیرون راند.
در آوریل ۲۰۱۶، طالبان گزارش کرد که شماری از رهبران ارشد و میانی ولایت خراسان در ننگرهار از داعش جدا شده و با اختر منصور رهبر طالبان بیعت کرده‌اند. جداشدگان شامل اعضایی از شورای مرکزی این گروه، شورای قضایی و شورای زندانیان و نیز فرماندهان میدانی و جنگجویان آن بودند.

## اقتصاد
بازارهای پولی کابل در چند هفته ابتدایی پس از اشغال این شهر توسط طالبان در ۱۹۹۶ واکنش مثبت نشان دادند. اما ارزش افغانی کوتاه مدتی بعد افت کرد. طالبان مالیاتی ۵۰٪ای بر هر شرکت فعال در کشور اعمال کردند، کسانی که در پرداخت آن ناکام می‌ماندند، مورد حمله قرار می‌گرفتند. آنان مالیاتی ۶٪ بر هر گونه واردات به کشور اعمال کردند و تا ۱۹۹۸ کنترل فرودگاه‌ها و گذرگاه‌های مرزی اصلی کشور را در دست گرفتند که به آنها امکان می‌داد بر همه تجارت انحصار اعمال کنند. تا سال ۲۰۰۱، درآمد سرانه جمعیت ۲۵ میلیونی زیر ۲۰۰$ بود، و کشور در شرف فروپاشی کامل اقتصادی قرار داشت. تا سال ۲۰۰۷ اقتصاد شروع به بازیابی کرده بود و ذخیره خارجی تخمینی ۳ میلیارد دلار بود و رشد اقتصادی ۱۳٪ افزایش یافته بود.

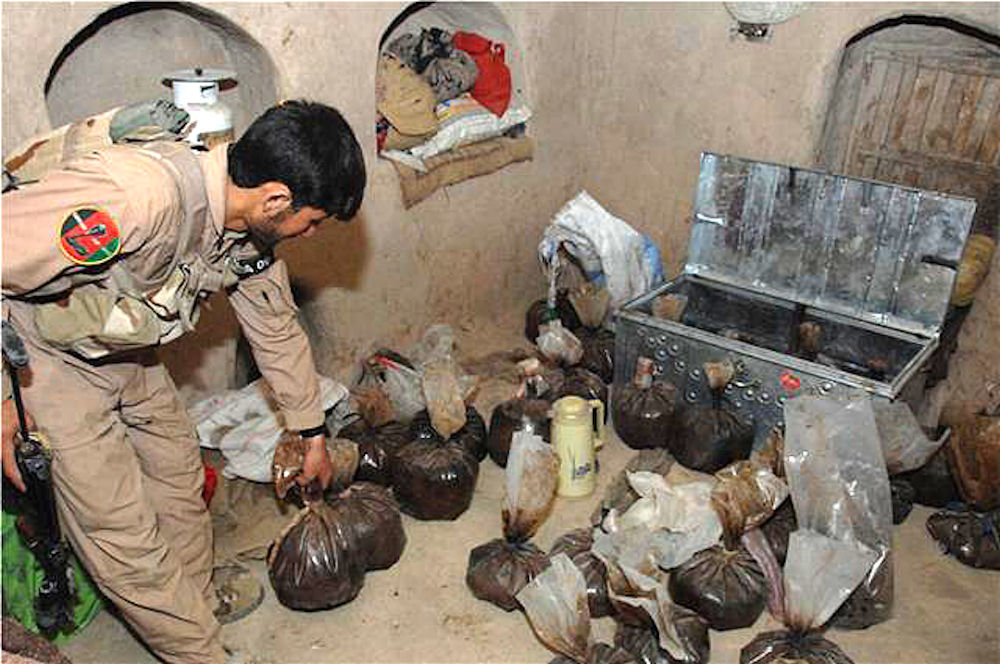
تریاک در خانه امن طالبان در ولایت هلمند

بر اساس پیمان ترانزیت بین افغانستان و پاکستان یک شبکه عظیم قاچاق توسعه یافت. تخمین زده می‌شود گردش مالی آن ۲٫۵ میلیارد دلار بوده باشد و طالبان بین ۱۰۰ و ۱۳۰ میلیارد دلار در سال جذب کرده باشد. این عملیات در کنار تجارت هلال طلایی مخارج مالی جنگ در افغانستان را تأمین می‌کرد و اثرات جنبی آن نابودی صنایع نوپا در پاکستان بود. احمد رشید توضیح داده که پیمان تجاری ترانزیتی با افغانستان بزرگ‌ترین منبع درآمد برای طالبان بوده است.
بین سال‌های ۱۹۹۶ و ۱۹۹۹، ملا عمر نظرات خود دربارهٔ تجارت مواد مخدر را برعکس کرد، ظاهراً به این دلیل که تنها به کافران آسیب می‌رساند. طالبان ۹۶٪ از مزارع خشخاش افغانستان را کنترل می‌کرد و تریاک را به یکی از بزرگ‌ترین منشاهای مالیات خود تبدیل کرد. بنا بر رشید، پول مواد مخدر، سلاح‌ها، مهمات و سوخت جنگ را تأمین مالی می‌کرد. در نیویورک تایمز, وزیر مالیه جبهه متحد اعلام کرد طالبان بودجه سالانه ندارد ولی به نظر می‌رسد سالی ۳۰۰ میلیون دلار خرج می‌کنند که تقریباً همه اش خرج جنگ می‌شود. او افزود که طالبان به طرز فزاینده ای به سه منبع مالی وابسته شده‌اند: «شقایق، پاکستانی‌ها و بن لادن.»
از لحاظ اقتصادی به نظر می‌رسد چاره دیگری وجود نداشته، با ادامه داشتن جنگ با ائتلاف شمال درآمد ناشی از تولید تریاک تنها عامل جلوگیری از گرسنگی در کشور بود. تا سال ۲۰۰۰، افغانستان در حدود ۷۵٪ از تولید جهانی را در اختیار داشت و در سال ۲۰۰۰ تخمین زده شده ۳۲۷۶ تن تریاک از خشخاش کشت شده در ۸۲٬۱۷۱ هکتار مزرعه تولید کرد. در این زمان عمر فرمانی در خصوص منع کشت تریاک صادر کرد و تولید به میزان تخمینی ۷۴ تن از ۱٬۶۸۵ هکتار مزرعه کاهش یافت. بسیاری از ناظران می‌گویند این ممنوعیت که در تلاش برای به رسمیت شناخته شدن از سوی آمریکا انجام شد تنها برای افزودن بر قیمت تریاک و افزایش سود از فروش مخزن‌های بزرگ موجود انجام شد. تولید ۱۹۹۹ بی‌سابقه بود و سال ۲۰۰۰ شاهد تولیدی کمتر ولی همچنان زیاد بود. قاچاق موجودی جمع شده توسط طالبان در سال‌های ۲۰۰۰ و ۲۰۰۱ ادامه داشت. در سال ۲۰۰۲، سازمان ملل به وجود انبارهای قابل توجه پر از تریاک در سال‌های قبل یاد کرد. گفته شده طالبان در سپتامبر ۲۰۰۱ درست قبل از حملات ۱۱ سپتامبر به کشاورزان افغان دوباره اجازه داد خشخاش بکارند.

## درگیری و مقابله با داعش
با نفوذ داعش خراسان در افغانستان، از آن جا که طالبان با برخی عقاید و اقدامات داعش از جمله جهاد نکاح مخالف بودند، به مقابله با آن‌ها پرداختند. درگیری‌های زیادی بین آن‌ها در افغانستان صورت گرفته است که از جمله آن‌ها می‌توان به درگیری‌هایی در ولایت‌های ننگرهار، فراه، جوزجان و غور اشاره کرد.

## الگوگیری از جمهوری اسلامی ایران
برخی از ناظران پس از سیطره مجدد طالبان و استقرار دولت امارات اسلامی پیشنهاد کرده‌اند که جمهوری اسلامی ایران می‌تواند به عنوان یک الگوی مشروطه برای دولت جدید طالبان عمل کند و یک سیستم حکومتی به ظاهر جمهوری را با «دموکراسی محدود و پلورالیسم» معرفی کند که توسط «حاکمیت دینی» هدایت می‌شود. هارون رحیمی، با این حال، خاطرنشان کرد که شرایط محلی در ایران اساساً با شرایط موجود در افغانستان متفاوت است و جنبه‌های دموکراتیک حکومت ایران توسط «گروهی از علمای دینی تأثیرگذار که همیشه خود را به عنوان نیروهای دموکراتیک معرفی کرده‌اند» محافظت می‌کند. اما این علمای به ظاهر دموکراتیک در امارات اسلامی افغانستان وجود ندارند.

## تعارض منافع با عربستان سعودی
پس از حملات ۱۱ سپتامبر، رژیم سعودی مواضع یکسانی با آمریکا علیه طالبان افغانستان اتخاذ کرد. طالبان در آن ایام از عربستان سعودی انتظار داشت به مثابه اینکه یک کشور اسلامی است در مقابله با آمریکا در کنار آنها بایستد. این جریانات موجب شد رهبران طالبان از همان زمان نگاه مثبتی به سعودی نداشته باشند و حتی نزدیکی دولت اشرف غنی به عربستان سعودی را مورد انتقاد قرار می‌دادند به‌طوری که اعلام عید فطر که هر ساله به پیروی از عربستان سعودی دنبال می‌شد در اولین سال قدرت‌گیری مجدد طالبان، مستقل از عربستان اعلام گردید و برخی مقامات شناخته شده طالبان سخنانی علیه عربستان را مطرح کردند، مثلاً جنرال مبین که یک چهره تلویزیونی طالبان است در مصاحبه‌ای با شبکه تلویزیونی آریانا گفته است: «ما ایمان به سعودی نیاوردیم، ما به شریعت، کتاب خدا و احادیث رسول‌الله باور داریم.»